# Lesley Bush
Lesley Bush (n. 17 septembrie 1947, Orange⁠(d), New Jersey, SUA) este o săritoare în apă ce a reprezentat Statele Unite ale Americii, medaliată olimpică. A participat la o ediție a Jocurilor Olimpice (1964) în care a câștigat o medalie de aur.

## Participări
Lista de mai jos prezintă principalele competiții la care a participat Lesley Bush de-a lungul carierei.
- diving at the 1964 Summer Olympics – women's 10 metre platform[*]